# سوزان فلانري
سوزان فلانري (بالإنجليزية: Susan Flannery)‏ هي ممثلة أمريكية، ولدت في 31 يوليو 1939 بجيرسي سيتي في الولايات المتحدة. بدأت مشوارها المهني سنة 1963، ومن الجوائز التي نالتها جائزة غولدن غلوب للنجمة الصاعدة عن عمل الجحيم المرتفع سنة 1975 وDaytime Emmy Award for Outstanding Lead Actress in a Drama Series ‏ عن عمل أيام حياتنا سنة 1975 وDaytime Emmy Award for Outstanding Lead Actress in a Drama Series ‏ عن عمل أيام حياتنا سنة 2000 وDaytime Emmy Award for Outstanding Lead Actress in a Drama Series ‏ عن عمل أيام حياتنا سنة 2002 وDaytime Emmy Award for Outstanding Lead Actress in a Drama Series ‏ عن عمل أيام حياتنا سنة 2003 وDaytime Emmy Award for Outstanding Lead Actress in a Drama Series ‏ عن عمل ذا بولد أند ذا بيوتيفول سنة 1975 وDaytime Emmy Award for Outstanding Lead Actress in a Drama Series ‏ عن عمل ذا بولد أند ذا بيوتيفول سنة 2000 وDaytime Emmy Award for Outstanding Lead Actress in a Drama Series ‏ عن عمل ذا بولد أند ذا بيوتيفول سنة 2002 وDaytime Emmy Award for Outstanding Lead Actress in a Drama Series ‏ عن عمل ذا بولد أند ذا بيوتيفول سنة 2003.

## أعمال

### أفلام
- (1974) الجحيم المرتفع[5][6][7]

### مسلسلات
- دالاس
- ذا بولد أند ذا بيوتيفول

## جوائز
- جائزة غولدن غلوب للنجمة الصاعدة، عن عمل: الجحيم المرتفع (1975)
- Daytime Emmy Award for Outstanding Lead Actress in a Drama Series [الإنجليزية]‏، عن عمل: أيام حياتنا (1975)
- Daytime Emmy Award for Outstanding Lead Actress in a Drama Series [الإنجليزية]‏، عن عمل: أيام حياتنا (2000)
- Daytime Emmy Award for Outstanding Lead Actress in a Drama Series [الإنجليزية]‏، عن عمل: أيام حياتنا (2002)
- Daytime Emmy Award for Outstanding Lead Actress in a Drama Series [الإنجليزية]‏، عن عمل: أيام حياتنا (2003)
- Daytime Emmy Award for Outstanding Lead Actress in a Drama Series [الإنجليزية]‏، عن عمل: ذا بولد أند ذا بيوتيفول (1975)
- Daytime Emmy Award for Outstanding Lead Actress in a Drama Series [الإنجليزية]‏، عن عمل: ذا بولد أند ذا بيوتيفول (2000)
- Daytime Emmy Award for Outstanding Lead Actress in a Drama Series [الإنجليزية]‏، عن عمل: ذا بولد أند ذا بيوتيفول (2002)
- Daytime Emmy Award for Outstanding Lead Actress in a Drama Series [الإنجليزية]‏، عن عمل: ذا بولد أند ذا بيوتيفول (2003)

## وصلات خارجية
- سوزان فلانري على موقع IMDb (الإنجليزية)
- سوزان فلانري على موقع ألو سيني (الفرنسية)
- سوزان فلانري على موقع أول موفي (الإنجليزية)
- سوزان فلانري على موقع قاعدة بيانات الأفلام السويدية (السويدية)
- سوزان فلانري على موقع إن إن دي بي (الإنجليزية)
- سوزان فلانري على موقع قاعدة بيانات الفيلم (الإنجليزية)
- سوزان فلانري على موقع كينوبويسك (الروسية)